# Stanisław Moniuszko: Widma
Stanisław Moniuszko: Widma – album z kantatą Stanisława Moniuszki ze scenami lirycznymi według II części „Dziadów” Adama Mickiewicza nagrany przez Chór NFM, Wrocławską Orkiestrę Barokową pod dyrekcją Andrzeja Kosendiaka wraz z solistami (Jarosław Bręk, Aleksandra Kubas-Kruk, Mariusz Bonaszewski, Paweł Janyst). Płyta została wydana w Polsce 20 maja 2018 przez Narodowe Forum Muzyki im. Witolda Lutosławskiego (nr kat. NFM 47) i CD Accord (nr kat. ACD 243). Zdobywca Fryderyka 2019 w kategorii «Album Roku Muzyka Chóralna, Oratoryjna i Operowa».

## Wykonawcy
- Andrzej Kosendiak – dyrygent
- Jarosław Bręk (bas-baryton), Paweł Janyst – Guślarz
- Aleksandra Kubas-Kruk (sopran) – Dziewczyna
- Jerzy Butryn (bas-baryton), Przemysław Wasilkowski – Widmo | Głos
- Bogdan Makal (bas-baryton), Mariusz Bonaszewski – Starzec
- Joanna Rot^ (mezzosopran), Anna Wieczorek – Sowa
- Dominik Kujawa^ (baryton), Mariusz Bonaszewski – Kruk
- Antoni Szuszkiewicz, Mikołaj Szuszkiewicz^^ (soprany chłopięce) – Aniołek
- Chór NFM
- Agnieszka Franków-Żelazny – kierownictwo artystyczne
- Wrocławska Orkiestra Barokowa
- Jarosław Thiel – kierownictwo artystyczne
- Małgorzata Podzielny – przygotowanie solistów Chóru Chłopięcego NFM
- Paweł Passini – reżyseria partii mówionych

^ soliści Chóru NFM
^^ soliści Chóru Chłopięcego NFM